# Oestroderma qinghaiense
Oestroderma qinghaiense är en tvåvingeart som beskrevs av Fan 1984. Oestroderma qinghaiense ingår i släktet Oestroderma och familjen styngflugor. Inga underarter finns listade i Catalogue of Life.